# 1 Katowicki Pułk Piechoty im. Józefa Piłsudskiego
1 Katowicki Pułk Piechoty im. Józefa Piłsudskiego – pułk piechoty polskiej okresu III powstania śląskiego, dowodzony przez Walentego Fojkisa ps. "Stawski" z Katowic.
W stosunku do tego pułku używano numeru 1. Oddział miał także wiele nazw potocznych, np. 1 pułk katowicki, pułk Fojkisa i inne. Do jego szeregów rekrutowali się ochotnicy z powiatu katowickiego.
Z pułku wyłączony został później batalion Rudolfa Niemczyka, który rozwinięto w 3 Katowicki Pułk Piechoty im. Jana Henryka Dąbrowskiego.
9 maja pułk zdobył Kędzierzyn, a następnie walczył w bitwie pod Górą św. Anny. 10 maja 1921 przekształcony w 1 Pułk Grupy "Wschód".
Po zdobyciu powiatu katowickiego stacjonował w Łabędach i liczył około 2600 żołnierzy. W czerwcu 1921, zgodnie z rozkazem Naczelnej Komendy Wojsk Powstańczych Walenty Fojkis rozwiązał swój pułk.

## Obsada pułku

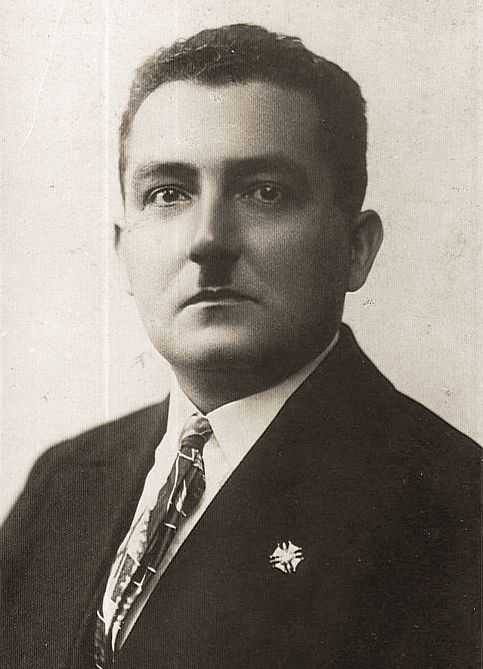
Walenty Fojkis

- Dowódca pułku - por. Walenty Fojkis

Dowódcy batalionów:
- 1 baon - Jan Lortz
- 2 baon - kpr. Franciszek Sitek
- 3 baon - Marcin Watoła
- 4 baon - ppor. Fryderyk Woźniak
- baon szturmowy - ks mjr Karol Woźniak
- por. Rudolf Niemczyk (baon przeformowany w 3pp)